# Foresters Friendly Society
La Foresters Friendly Society (en français : Société amicale des forestiers) est une société amicale britannique qui a été créée en 1834 en rapport à l'Ancient Order of Foresters (AOF)  dont l'origine se situe dans le Yorkshire entre 1745 et 1790. Au 31 décembre 2015, la société comptait 78 109 membres et son actif total s'élevait à 263,6 millions £. Son siège social est situé à Southampton, en Angleterre.

## Histoire

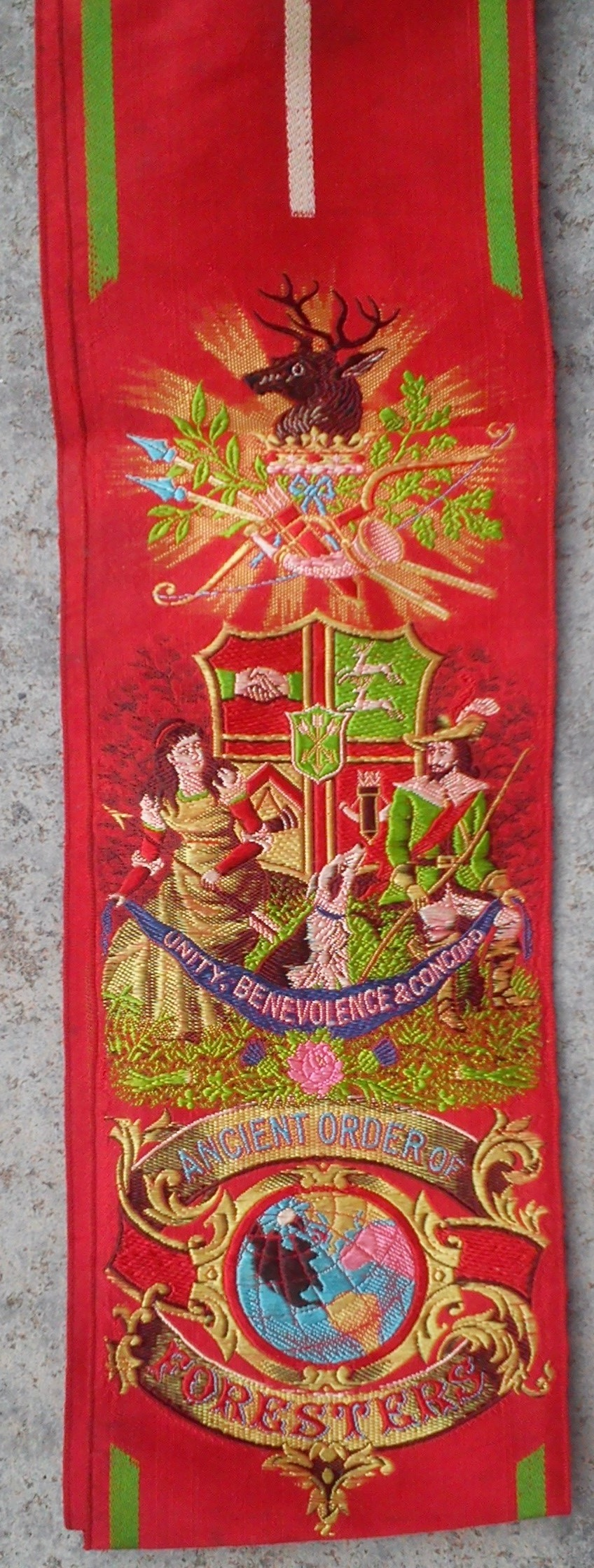
Cordon de l'Ancient Order of Foresters

Cette nouvelle société a été créée à Rochdale dans le comté du Grand Manchester en août 1834, quand plus de 300 succursales de la Royal Foresters Society établie au XVIIIe siècle ont formé le nouvel « Ancient Order of Foresters » .
En 1874, les forestiers américains et canadiens se séparent de l'Ancient Order of Foresters et mettent en place l'Independent Order of Foresters (IOF) . Le fonctionnement de l'IOF au Royaume-Uni est maintenant appelé Forester Life, basé à Bromley dans le Grand Londres.
La Foresters Friendly Society fut reconnue le 1er janvier 2003 en conformité avec les dispositions de la Loi sur les sociétés amicales de 1992. Elle a acquis les sociétés d'assurance Tunstall Assurance Friendly Society et Leek Assurance Collecting Society . En 2014, elle a acquis le Post Office Insurance Society (POIS) ajoutant 21 000 membres à son groupe.
Les branches locales de la société sont appelées « tribunaux » plutôt que « loges » comme dans les autres sociétés amicales, d'après les anciens tribunaux de Forêt royale et elles pratiquent un rite forestier, l'ancien rituel de l'AOF . La plus célèbre fut la Court LUD n °10100, qui a été formée en 1947, par les membres du London District Management Committee (comité de gestion de district de Londres). Toutefois, en raison du manque de membres, elle a disparu en 2004. Depuis la société est devenue une corporation à cause de la diminution du nombre de « tribunaux ». Au juin 2016, il y avait encore 190 « tribunaux » dans les îles Britanniques.
La société a son propre magazine Foresters Miscellany existant de 1862 à 2008, et devenu depuis The Forester. À la fin de 2016 la publication de Foresters Miscellany a démarré avec le numéro 1618.
Le directeur général est John Instance qui a été nommé en 2016, venant de la Financial Reporting Council (en) d'Irlande en 2012. Le High Chief Ranger (ce qui équivaut au président) pour la saison 2016/17 est Glyn Carpenter[réf. souhaitée].
En décembre 2012, la société a annoncé son parrainage officiel avec les équipes de tir à l'arc de la Grande-Bretagne aux Jeux olympiques et paralympiques. En novembre 2013, elle a renouvelé son parrainage pour les Jeux olympiques d'été de 2016 à Rio de Janeiro[réf. souhaitée].

## Produits d'assurance
La société fournit à ses membres des polices d'assurance maladie et d'assurance vie. Il existe également des produits pour les enfants (régime d'épargne-enfants éthique, un régime d'épargne exonéré d'impôt pour enfants, etc.). En plus de cela, elle est également le fournisseur d'assurance collective à plusieurs forces de police au Royaume-Uni, le Service de police d'Irlande du Nord étant l'un des plus grands, et l'assurance-médicale de Guernesey. La société est réglementée au Royaume-Uni par la Financial Conduct Authority (FCA).[réf. nécessaire]

## Canot de sauvetage
En 1934-35, pour le centenaire de la création de la nouvelle Foresters Friendly Siciety, l'AOF a financé la construction du lifeboat à moteur RNLB Forester's Centenary (ON 786) pour la station de sauvetage de Sheringham. Lors du baptême de l'embarcation le 18 juillet 1936, une grande cérémonie a eu lieu regroupant une très grande foule dont 2 000 membres de l'AOF.